# Schwestern von Bethanien des Heiligsten Herzens
Die Schwestern von Bethanien des Heiligsten Herzens  (it.: Suore di Betania del Sacro Cuore, fr.: Soers de Béthanie du Sacré-Coeur) ist eine kontemplative Frauenkongregation.

## Geschichte
Das Institut wurde von der Mystikerin des Herzens Jesu, Louise-Marguerite Claret de la Touche, als Apostolatswerk für die Heiligung der Priester gegründet. Am 19. März 1914 gründete Louise-Marguerite Claret de la Touche in Vische bei Turin den Orden der Heimsuchung des heiligsten Herzens der am 24. April 1918 den Namen Betania del Sacro Cuore (dt.: Bethanien des Heiligsten Herzens Jesu) erhielt. Ziel war, sich für die Heiligung der Kirche und der Priester darzubringen.
Erste Oberin wurde Marguerite Reynaud. Auf Wunsch der Gründerin wurde am 26. Februar 1917 ein Zweig für Laien errichtet, den der Bischof von Ivrea, Matteo Filippello, approbierte. Am 8. Dezember 1848 wurde das mit dem Orden verbundene Säkularinstitut Missionarie dell’Amore Infinito (dt.: Missionare der Unendlichen Liebe) gegründet.
Ferner existiert eine weitere Gründung für Laien, die auf Wunsch der Gründerin am 26. Februar 1917 mit der Approbation von Matteo Filippello, Bischof von Ivrea, errichtet wurde, die Amici e Amiche di Betania (dt. Freunde von Bethanien), der am 24. Mai 1984 der diözesanrechtliche Status von Luigi Bettazzi, des Bischofs von Ivrea verliehen wurde.
In Deutschland ist diese Gemeinschaft nicht vertreten.